# 방일홍
방일홍(方一弘, 1933년 3월 1일 ~ 2017년 8월 14일)은 대한민국의 정치인, 기업인이다. 제6대 국회의원을 지냈다. 충청남도 서천군 출신이며, 본관은 온양이다.

## 학력
- 연세대학교 정치외교학과 졸업
- 서울대학교 행정대학원 수료

## 경력
- 한나라당 국책자문위원
- 대한민국헌정회 이사
- 경향신문사 제1기 공채기자 시험합격, 정치부차장 기획위원
- 民政黨 윤보선대통령후보 중앙선거대책본부 대변인
- 6대국회 내무분과 간사위원, 예결위원
- 6ㆍ3사태 국회여야시국수습위원회 야당대표
- 야당통합(民政黨ㆍ민주당) 전권대표, 민중당(통합야당) 창당 운영위원,
- APU한국대표, 일본창립총회 참석, 제20차 UN총회참석
- 신민당 출판국장, 대변인, 민주전선편집인
- 신민당 김대중 대통령후보 중앙선거대책본부 대변인
- 건강생활(주)대표이사, 사장, 월간건강생활 발행인
- 대영문화(주)대표이사, 사장

## 역대 선거 결과
| 실시년도 | 선거  | 대수 | 직책     | 선거구 | 정당   | 득표수      | 득표율         | 순위        | 당락 | 비고 |
| -------- | ----- | ---- | -------- | ------ | ------ | ----------- | -------------- | ----------- | ---- | ---- |
| 1963년   | 총선  | 6대  | 국회의원 | 전국구 | 민정당 | 1,870,976표 | \| \| 20.1% \| | 전국구 11번 |      | 초선 |
|          | 20.1% |      |          |        |        |             |                |             |      |      |